# Melanie Safka
Melanie Anne Safka-Schekeryk (3. února 1947 Queens, New York, Spojené státy – 23. ledna 2024) byla americká zpěvačka-skladatelka vystupující pod jménem Melanie. Dne 15. srpna 1969 vystoupila na festivalu Woodstock.
Melanie je široce známá díky celosvětovému hitu z let 1971–72 „Brand New Key“, své verzi písně „Ruby Tuesday“ od Rolling Stones z roku 1970, své skladbě „What Have They Done to My Song Ma“ a svému mezinárodnímu průlomovému hitu z roku 1970 „Lay Down (Candles in the Rain)“, který byl inspirován její zkušeností z vystoupení na hudebním festivalu Woodstock v roce 1969.